# Антоніо Доменікалі
Антоніо Доменікалі (італ. Antonio Domenicali, 17 лютого 1936 — 5 липня 2002) — італійський велогонщик.
Олімпійський чемпіон 1956 року в командній гонці переслідування.